# Ruch 2 Czerwca

Logo formacji

Ruch 2 Czerwca (niem. Bewegung 2. Juni) – organizacja terrorystyczna z Niemiec.

## Nazwa
Data 2 czerwca, znajdująca się w nazwie organizacji, upamiętniała dzień śmierci Benno Ohnesorga – studenta biorącego udział w manifestacji przeciwko wizycie szacha Iranu, Mohammada Rezy Pahlawiego w Berlinie.

## Historia
Powstał w 1969 roku, a jego pierwsi członkowie wywodzili się ze środowiska berlińskiej Kommune I. Trzon ruchu tworzyli: Fritz Teufel, Verena Becker, Gabrielle Kröcher-Tiedemann, Ingrid Siepmann, Rolf Pohle, Rolf Heißler, Inge Viett, Juliane Plambeck, Gabriele Rollnik i Angela Luther. W latach 70. był drugą co do wielkości organizacją terrorystyczną w Niemczech (największa była RAF, czyli Frakcja Czerwonej Armii). Jego aktywiści wyróżniali się na tle innych grup terrorystycznych przynależnością do kontrkultury hipisowskiej. Okazjonalnie współpracował z RAF, do trwałej współpracy jednak nie doszło ze względu na różnice ideowe. W przeciwieństwie do RAF, która uważała, że grupa terrorystyczna w toku walki przekształci się w wielką armię ludową, Ruch 2 Czerwca głosił konieczność pracy politycznej i propagandowej przygotowującej grunt dla przyszłych działań militarnych. Odrzucał działalność kryminalną, jako izolującą grupę od społeczeństwa i nie zamierzał rezygnować z korzyści, jakie daje legalność. Dążąc do oparcia się na robotnikach i w ogóle warstwach uboższych, zamierzał podejmować w swej walce problemy bliskie tym kręgom.
Trzon grupy został wyeliminowany po fali aresztowań w sierpniu 1973 roku. Na przełomie lat 70. i 80. Ruch 2 Czerwca podzielił się na dwie frakcje: pierwsza („Nieugięci nad Sprewą”) pod wodzą F. Teufela i Gerarda Klöppera chcą utrzymać dawną linię – terror indywidualny jako „sabotaż funkcjonowania władzy” w imię doraźnych interesów uciskanych grup społecznych. Druga grupa (G. Kröcher-Tiedemann, G. Rollnick, Christian Müller) nawiązuje do ideologii RAF-u – walka zbrojna jest „walką klasową, będącą częścią wojny wyzwoleńczej w III Świecie” – i w czerwcu 1980 roku ogłasza połączenie z Frakcją Armii Czerwonej. Po rozpadzie Ruchu część jego dotychczasowych aktywistów zasiliła berlińskie Komórki Rewolucyjne.

## Najważniejsze ataki przeprowadzone przez grupę
- 2 lutego 1972 roku anarchiści zorganizowali zamach bombowy na brytyjski jachtklub, w eksplozji zginęła jedna osoba. Atak przeprowadzony został na znak solidarności z IRA[2]. Kilka tygodni później bojówkarze napadli na bank i zaatakowali konsulat Turcji w Berlinie[2].

- 10 listopada 1974 roku terroryści zabili Güntera von Drenkmanna, będącego prezydentem berlińskiej Najwyższej Izby Sądowej(inne języki). Morderstwo miało być zemstą za śmierć Holgera Meinsa z Frakcji Czerwonej Armii[2].

- 27 lutego 1975 roku anarchiści porwali polityka CDU Petera Lorenza. W zamian za wypuszczenie Lorenza zażądali uwolnienia sześciu przebywających w więzieniach towarzyszy. Rząd zgodził się na wymianę[2][5].

- W listopadzie 1977 roku bojownicy z pomocą austriackich studentów porwali przemysłowca Michaela Palmersa. W zamian za uwolnienie biznesmena wyłudzili okup w wysokości 4,3 miliona marek[2].

## Wsparcie zagraniczne
Jego pierwsi członkowie przeszli szkolenia militarne w obozach Organizacji Wyzwolenia Palestyny w Jordanii.

## Ideologia
Był formacją anarchistyczną, której celem było zachwianie ustroju Republiki Federalnej Niemiec.